# كارولين فلاك
كارولين لويز فلاك (9 نوفمبر 1979- 15 شباط/فبراير 2020 ) مذيعة إذاعية وتلفزيونية من إنجلترا. بدأت كارولين حياتها المهنية كممثلة حيثُ شاركت في بطولة فيلم سيلكتا! (بالإنجليزية: Selecta!)‏ عام 2002 قبل أن تتوجّه لتقديمِ العديد من البرامج التلفزيّة على غِرار برنامج أنا من المشاهير ... أخرجني من هنا! الآن! (بالإنجليزية: I'm a Celebrity...Get Me Out of Here! NOW!)‏ الذي عُرض عامي 2009-2010 فضلًا عن برنامج ذا كسترا فاكتور (بالإنجليزية: The Xtra Factor)‏ في الفترةِ الممتدّة من عام 2011 وحتى عام 2013. زادت شهرة كارولين لويز فلاك حينما بدأت في تقديمِ برنامج ذا إكس فاكتور لتحلَّ محل المذيع ديرموت أوليري الذي كان قد قدَّم البرنامج لعدة سنوات.

## الحياة المُبكّرة
وُلدت كارولين فلاك في مدينة لندن وترعرعت هناك حيثُ درست في ابتدائيّة هوكام قبل أن تلتحق بثانويّة إيلاندز وايلند في نورفك.

## المسيرة المهنية
تعرّف الجمهور البريطاني على فلاك في عام 2002 حينما قدّمت البرنامج القصير سيليكتا! قبل أن تنتقل إلى للقناة الرابعة البريطانيّة التي قدمت فيها في عام 2005 برنامج الألعاب: العيشُ خارج المسار (بالإنجليزية: The Games: Live at Trackside)‏ رفقة جاستن لي كولينس. شاركت بعد عامٍ تقريبًا في تقديم برنامج تي إم آي (بالإنجليزية: TMi)‏ الذي كان يُعرض صباح كل يوم سبت والذي بُثّ على كل من بي بي سي وسي بي بي سي. قدمت بعد ذلك برنامج الهروب من جزيرة العقرب (بالإنجليزية: Escape from Scorpion Island)‏ رفقة ريغي ييتس والذي كان يُعرض على سي بي بي سي أيضًا.
نجحت فلاك في آذار/مارس من عام 2007 في استضافةِ برنامجٍ آخر على قناة سي بي بي سي؛ كما علَّقت على الدور نصف النهائي من مسابقة الأغنية الأوروبية لعام 2008 مع بادي أوكونيل؛ فضلًا عن استضافتها لبرنامج الأخ الأكبر الفم الكبير (بالإنجليزية: Big Brother's Big Mouth)‏ في نفسِ العام. بدأت كارولين فلاك تلفتُ نظر العامّة لها؛ وعلّقت روب لي الصحفية في ديلي ميرور على أداء فلاك قائلةً: «إن جديتها جعلتها أفضل مذيع/ة في هذه السلسلة.»
حلَّت فلاك في بداية عام 2009 محل كريستي غالاشر كمضيفةٍ مشاركةٍ مع إيان رايت في برنامج المصارعين (بالإنجليزية: Gladiators)‏ الذي كان يُبثُّ على قناة سكاي 1؛ كما عوَّضت في تمّوز/يوليو من نفسِ العام زميلتها أماندا هاميلتون – التي كانت قد حصلت على إجازة أمومة – في تقديمِ برنامج شيء ما لعطلة نهاية الأسبوع (بالإنجليزية: Something for the Weekend)‏ الذي كان يُعرض على قناة بي بي سي. بدأت في نفس العام أيضًا في استضافة برنامج أنا من المشاهير ... أخرجني من هنا! الآن! (بالإنجليزية: I'm a Celebrity... Get Me Out of Here NOW!)‏ الذي كان يُعرض على آي تي في 2؛ لكنها غادرتهُ لتقديم برنامجٍ آخر قبل أن تعود له في تشرين الثاني/نوفمبر من عام 2010.
شاركت فلاك في تقديم لعبة الياردات التسعة عشر (بالإنجليزية: The 19 Yards)‏ مع فيرنون كاي على آي تي في في عام 2010، ثم قدمت في السادس عشر من شباط/فبراير 2010 جوائز بريت على آي تي في 2. بحلول أيّار/مايو من عام 2011؛ أعلنَ سايمون كاول أن كارولين فلاك وأولي مورس ستُشاركانِ في تقديم الموسم الثامن من برنامج ذا كسترا فاكتور (بالإنجليزية: The Xtra Factor)‏ لتحل بذلك كارولين محلّ كوني هوك. قدمت فلاك رفقة مورس الموسم التاسع من نفسِ البرنامج أيضًا؛ كما قدمت فلاك الموسم العاشر في عام 2013 بينما استُبدلَ مورس بمات ريتشاردسون. أكّد فريقُ البرنامج في الثاني عشر من حزيران/يونيو 2014 أنَّ فلاك لن تعود لتقديمِ الموسم الحادي عشر فحلّت محلها سارة جين كروفورد.
استضافت كارولين فلاك في عام 2014 برنامج الحنفيّة الفيروسية (بالإنجليزية: Viral Tap)‏ على قناة آي تي في 2، ثم عادت في كانون الأول/ديسمبر من عام 2014 رفقة مورس لاستضافةِ برنامجي يوم عيد الميلاد ورأس السنة على محطة الإذاعة البريطانية. حلَّ الثنائي في السادس عشر من نيسان/أبريل 2015 محل ديرموت أوليري لاستضافة الموسم الثاني عشر من برنامج ذا إكس فاكتور وذلك ابتداءً من آب/أغسطس 2015؛ قبل أن يعود أوليري في الثاني والعشرين من شباط/فبراير 2016 لتقديم الموسم الثالث عشر من البرنامج.
قامت كارولين فلاك بتأليفِ سيرةٍ ذاتيةٍ بعنوان عاصفةٌ في كأس سي (بالإنجليزية: Storm in a C Cup)‏ وذلك في عام 2015، وبدأت في الثامن من أيّار/مايو عام 2016 المشاركة في تقديم برنامج فطور صباح الأحد (بالإنجليزية: Sunday Morning Breakfast)‏. بدأت فلاك في تقديمِ برنامج جزيرة الحُب (بالإنجليزية: Love Island)‏ على قناة آي تي في 2 وذلك بدءًا من حزيران/يونيو 2017؛ لكنها أعلنت في السابع عشر من كانون الأول/ديسمبر من عام 2019 عن استقالتها من تقديمِ الموسم السادس من البرنامج – الذي كان قد انطلقَ عام 2015 – وذلك بعد انتشار مزاعم الاعتداء على صديقها.

## الحياة الشخصية
تصدرت فلاك في عام 2011 عناوين الصحف عندما كانت تبلغُ من العمر 31 عامًا حينها ودخلت في علاقةٍ مع هاري ستايلز أحد أعضاء فرقة ون دايركشن الذي كان قد بلغَ السابعة عشرة من عمره حينها.
اتُهمت فلاك في الرابع عشر من كانون الأول/ديسمبر 2019 بالاعتداءِ على صديقها لويس بورتون؛ لكن كارولين فلاك نفت كل التهم الموجّهة لها في حينِ قال بورتون أنه لم يكن «ضحيّة» وأصرّ على وصفِ نفسه بـ «الشاهد». كان من المقرر أن تُحاكم كارولين فلاك في الرابع من آذار/مارس 2020. على صعيدٍ آخرٍ؛ نشرَ بيرتون رسالةً عاطفيةً عن عيد الحب إلى حساب فلاك على موقع إنستغرام وذلك قبل يومٍ واحدٍ من وفاتها.

## الوفاة
عُثر على فلاك ميّتةً في شقتها شرق لندن في الخامس عشر من شباط/فبراير 2020، وأكدت محاميةٌ لعائلتها أن كارولين فلاك قد انتحرت. أُلغيت حلقةٌ من برنامجها جزيرة الحبّ (بالإنجليزية: Love Island)‏ والتي كان من المُقرّر أن تُعرض على قناة آي تي في 2 في يومِ وفاتها وذلك احترمًا لها.

## قائمة أعمالها
| السنة       | العنوان                            | العنوان الأصلي                             | الدور                   | ملاحظات                                                         |
| ----------- | ---------------------------------- | ------------------------------------------ | ----------------------- | --------------------------------------------------------------- |
| 2001        | هل هاري على القارب؟                | Is Harry on the Boat                       |                         |                                                                 |
| 2002 - 2004 | بو سيليكتا!                        | Bo Selecta!                                |                         |                                                                 |
| 2004        | أسلحة الهاء الشامل                 | Weapons of Mass Distraction                | العريف فلاك             |                                                                 |
| 2005        | الألعاب: العيشُ خارج المسار         | The Games: Live at Trackside               |                         | قدّمت الموسم الثاني من السلسلة                                   |
| 2005        | حينما تُهاجِم الألعاب                | When Games Attack                          | مُقدّمة مشاركه ومراسلة    |                                                                 |
| 2006-2008   | تي إم آي                           | TMi                                        | شاركت في تقديم البرنامج | ظهرت في الموسم الثالث من السلسلة                                |
| 2007        | الهروب من جزيرة العقرب             | Escape from Scorpion Islan                 | مُضيفة                   | ظهرت في الموسم الأول فقط من البرنامج                            |
| 2008        | مسابقة الأغنية الأوروبية 2008      | Eurovision Song Contest 2008               |                         | علّقت على نصف نهائي المسابقة                                     |
| 2008        | الأخ الأكبر؛ فم كبير               | Big Brother's Big Mouth                    |                         | ظهرت في 5 حلقات                                                 |
| 2009 - 2010 | انا مشهور ... أخرجني من هنا! الآن! | I'm a Celebrity...Get Me Out of Here! NOW! | شارك في تقديم البرنامج  | ظهرت في الموسم الثاني من البرنامج                               |
| 2009        | المصارعين                          | Gladiators                                 | شارك في تقديم البرنامج  | ظهرت في الموسم الأول من البرنامج فقط                            |
| 2009        | شيء لعطلة نهاية الأسبوع            | Something for the Weekend                  | مقدمة                   |                                                                 |
| 2009        | الرقص على العجلات                  | Dancing on Wheels                          | مُشاركة                  | فازت بالمسابقة                                                  |
| 2010        | التسعة عشر ياردة                   | The Whole 19 Yards                         | شاركت في تقديم البرنامج | ظهرت في الموسم الأول منه فقط                                    |
| 2010        | جوائز بريت: وراء الكواليس          | BRIT Awards: Backstage                     | شاركت في تقديم البرنامج |                                                                 |
| 2011        | أتحدى الدقيقة                      | Minute to Win It                           | قائدة الفريق            | ظهرت في الموسم الأول من البرنامج                                |
| 2011-2013   | ذا كسترا فاكتور                    | The Xtra Factor                            | شارك في تقديم البرنامج  | شاركت في تقديم البرنامج في المواسم الثلاث الأولى                |
| 2013        | ذا إكس فاكتور                      | The X Factor                               | مقدمة ما وراء الكواليس  | شاركت في تقديم البرنامج خلال عروضهِ المباشِرة                     |
| 2014        | الحنفية الفيروسية                  | Viral Tap                                  | مقدمة                   | ظهرت في الموسم الأول                                            |
| 2014        |                                    |                                            | متنافسة                 | الفائزة في الموسم الثاني عشر                                    |
| 2015-2019   | جزيرة الحب                         | Love Island                                | مقدمة                   | قدمت المواسم الخمس الأولى من البرنامج                           |
| 2015        | ذاك إكس فاكتور                     | The X Factor                               | شارك في تقديم البرنامج  | الموسم الثاني عشر                                               |
| 2015        | نَصُّ سانتا                           | Text Santa                                 | شارك في تقديم البرنامج  |                                                                 |
| 2017-2019   | جزيرة الحب: أفترسون                | Love Island: Aftersun                      | مقدمة رئيسيّة            |                                                                 |
| غير مُحدّد    | الحزن                              | The Surjury                                | مقدمة رئيسيّة            | أُلغي البث المخطط لهذا البرنامج في عام 2020 وذلك بعد انتحار فلاك |

## روابط خارجية
- كارولين فلاك على موقع IMDb (الإنجليزية)
- كارولين فلاك على موقع روتن توميتوز (الإنجليزية)
- كارولين فلاك على موقع ميوزك برينز (الإنجليزية)
- كارولين فلاك على موقع قاعدة بيانات الفيلم (الإنجليزية)
- كارولين فلاك على موقع كينوبويسك (الروسية)